# Боб Хейстингс
Боб Хейстингс (на английски: Bob Hatings; 18 април 1925 г. – 30 юни 2014 г.) е американски актьор. Най-известната му роля е на нахалния подмазвач – лейтенант Елрой Карпентър в ситкома „Флотът на Макхейл“ с участието на Ърнест Боргнайн. Хейстингс озвучава комисар Гордън в „Батман: Анимационният сериал“, както и в още няколко свързани със сериала заглавия.

## Личен живот
Негов по-малък брат е актьорът Дон Хейстингс. До смъртта си Боб Хейстингс има 66-годишен брак със съпругата си Джоун. Те имат четири деца, десет внуци и единайсет правнуци.
Умира на 30 юни 2014 г. от рак на простата.